# Werner Müller (Heimatforscher)
Werner Müller (* 2. März 1924 in Frauenstein; † 24. April 1999) war ein deutscher Heimatforscher, der sich insbesondere mit Leben und Werk von Gottfried Silbermann beschäftigte und das Gottfried-Silbermann-Museum in Frauenstein im Erzgebirge leitete.

## Leben
Mitte der 1950er Jahre begann Werner Müller in der osterzgebirgischen Stadt Frauenstein mit dem Aufbau eines Museums in der dortigen Burg. Dazu gehörte auch die intensive Beschäftigung mit dem Orgelbauer Gottfried Silbermann, der im benachbarten Kleinbobritzsch geboren wurde und in Frauenstein aufwuchs. Werner Müller stellte im Laufe der Zeit alle ihm erreichbaren Quellen über Silbermann zusammen und wertete sie in zahlreichen Veröffentlichungen aus. So wurde er zu einem der besten Kenner von Leben und Werk eines der berühmtesten Söhne Frauensteins. 1969 legte er in zusammengefasster Form die Monographie Auf den Spuren Gottfried Silbermanns vor, die bis 1987 in sieben Auflagen erschien.
1982 erschien die von Werner Müller zusammengestellte Dokumentation Gottfried Silbermann – Persönlichkeit und Werk.
Seine Broschüre über das Museum in Frauenstein mit dem Titel Frauenstein, Burg und Stadt, Heimat des Orgelbauers Gottfried Silbermann erschien in zehn Auflagen.
1983 wurde das von ihm geleitete Museum in Frauenstein nach komplexer Um- und Ausgestaltung, an der auch das Musikinstrumentenmuseum Leipzig beteiligt war, als Gottfried-Silbermann-Museum wiedereröffnet.
Im Jahr seines Todes, 1999, erschien die letzte Publikation aus seiner Feder unter dem Titel Gottfried Silbermann 1683–1753 – Beiträge zum Leben und Wirken des sächsischen Orgelbauers. Sie enthält den damals neuesten Stand der Forschungsergebnisse über Silbermann.

## Aufsätze (Auswahl)
Zu den Aufsätzen, die er in Fachzeitschriften publizierte, gehören u. a.:
- Gottfried Silbermanns letztes Werk. Ein Beitrag zur Baugeschichte der Dresdner Hofkirchenorgel aus Anlaß ihrer Wiederherstellung. In: Das Musikinstrument, 30, Nr. 1, 1981, S. 32–36.
- Die kleine Silbermannorgel im Dom zu Freiberg. In: Sächsische Heimatblätter 29, Nr. 1, 1983, S. 44–46.
- Wieviel Orgeln schuf Gottfried Silbermann? In: Sächsische Heimatblätter 30, Nr. 1, 1984, S. 27–29
- Frauenstein. Heimatstadt von fünf Orgelbauern. In: Mitteilungen des Freiberger Altertumsvereins, 72, 1992, S. 77–87.